# Sthenelais malayana
Sthenelais malayana är en ringmaskart som beskrevs av Horst 1917. Sthenelais malayana ingår i släktet Sthenelais och familjen Sigalionidae. Inga underarter finns listade i Catalogue of Life.